# كاكو (بيهار)
كاكو (بالإنجليزية: Kako, Bihar)‏ هي قرية تقع في الهند في جيهان أباد. يقدر عدد سكانها وترتفع عن سطح البحر 60 متر.